# Pepe (labdarúgó, 1983)
Pepe, teljes nevén Képler Laveran Lima Ferreira (Maceió, 1983. február 26. –) portugál–brazil labdarúgó, a Porto játékosa. 2007 augusztusa óta portugál állampolgár és a portugál labdarúgó-válogatott tagja volt 2024-ig. 2024. augusztus 08-án bejelentette visszavonulását.

## Pályafutása

### Marítimo
18 éves korában, Ezequiassal együtt költözött Európába, és lettek mindketten a Marítimo B csapatának játékosai. Pepe 2003-ig párhuzamosan a tartalék- és az első csapatban is játszott. 2004-ig játszott itt, ezalatt hatvanhárom mérkőzésen lépett pályára, amelyen három gólt szerzett.

### Porto
2004 nyarán egymillió euróért és három játékosért (Tonel, Evaldo, Antonielton Ferreira) cserébe lett az FC Porto játékosa. A szerződés azt is magában foglalta, hogy esetleges későbbi eladásakor a Marítimo az átigazolás díjának húsz százalékát kapja meg. Vagyis amikor a Porto eladta őt a Real Madridnak harminc millió euróért, a Marítimo hatmillió euróval gazdagodott. A Portóban három évig szerepelt, ezalatt hatvannégy bajnokin játszott. Ezeken hat gólt szerzett.

### Real Madrid
2007. július 16-án, harmincmillió euróért lett a Real Madrid játékosa, és ötéves szerződést kötött a klubbal. November 8-án összeverekedett csapattársával, Balboával egy edzésen. Szezonbeli legjobb meccse az El Clásico volt, ahol számos Barca-támadást akadályozott meg. A Real 1–0-ra nyert. Az idény végén a Diario AS című napilap a legjobb, négyes osztályzatot adta neki, a goal.com pedig a tíz megszerezhető csillagból kilenccel jutalmazta.
A 2008-09-es szezon leginkább arról a piros lapról maradt emlékezetes vele kapcsolatban, amit a Getafe ellen kapott április 21-én. Miután csúnyán utánarúgott Javier Casquerónak, tízmeccses eltiltást kapott, ami a bajnokság vége miatt a következő idényre is áthúzódott.
A következő idényben csak decemberig játszhatott, ekkor súlyos sérülést szenvedett, amivel az orvosok hat hónapos kihagyást jósoltak neki. A klubszezon hátralévő részét ki kellett hagynia, azonban a 2010-es vb portugálok számára utolsó két mérkőzésén, Brazília és Spanyolország ellen már játszhatott.

### A válogatottban
Szülőhazája, Brazília válogatottját soha semmilyen utánpótlás-korosztályban nem képviselte.
A portugál állampolgárságot 2007 augusztusában kapta meg, és augusztus 30-án már tagja volt a lengyelek elleni Eb-selejtezőre utazó keretnek. A tornán minden meccsen játszott, és gólt is szerzett, Törökország ellen.
A 2010-es vb selejtezőin a szövetségi kapitány, Carlos Queiroz gyakran védekező középpályásként szerepeltette.
A 2016-os labdarúgó Eb-n stabil kezdő játékosként a védelem fejeként vezette sikerre a csapatát.
2024. május 21-én Roberto Martínez szövetségi kapitány kihirdette 26 fős Európa-bajnoki keretét, amelyben ő is szerepelt.

## Karrierje statisztikái

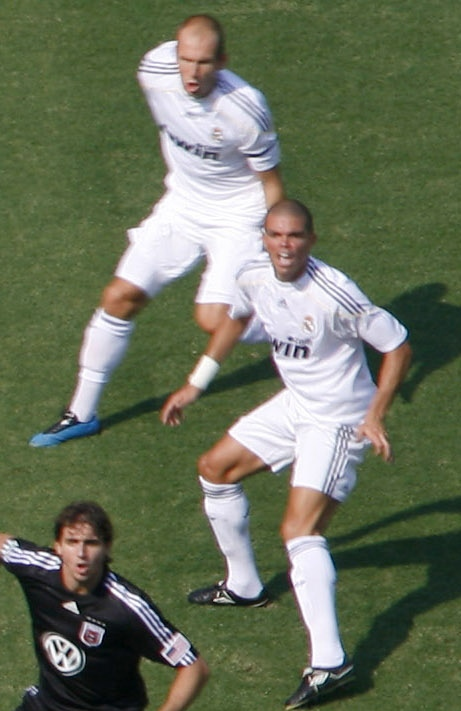
Korábbi csapattársával, Arjen Robbennel

### Klub
Legutóbb 2019. március 16-án lett frissítve.
| Klub           | Szezon         | League         | League          | League | Nemzeti kupa    | Nemzeti kupa | Európai         | Európai | Egyéb           | Egyéb | Összesen        | Összesen |
| Klub           | Szezon         | Bajnokság      | Pályára lépések | Gólok  | Pályára lépések | Gólok        | Pályára lépések | Gólok   | Pályára lépések | Gólok | Pályára lépések | Gólok    |
| -------------- | -------------- | -------------- | --------------- | ------ | --------------- | ------------ | --------------- | ------- | --------------- | ----- | --------------- | -------- |
| Marítimo       | 2001–02        | Primeira Liga  | 4               | 0      | 0               | 0            | —               | —       | —               | —     | 4               | 0        |
| Marítimo       | 2002–03        | Primeira Liga  | 29              | 2      | 0               | 0            | —               | —       | —               | —     | 29              | 2        |
| Marítimo       | 2003–04        | Primeira Liga  | 30              | 1      | 1               | 0            | —               | —       | —               | —     | 31              | 1        |
| Marítimo       | Összesen       | Összesen       | 63              | 3      | 1               | 0            | —               | —       | —               | —     | 64              | 3        |
| Porto          | 2004–05        | Primeira Liga  | 15              | 1      | 1               | 0            | 5               | 0       | 1               | 0     | 22              | 1        |
| Porto          | 2005–06        | Primeira Liga  | 24              | 1      | 4               | 0            | 5               | 2       | —               | —     | 33              | 3        |
| Porto          | 2006–07        | Primeira Liga  | 25              | 4      | 0               | 0            | 8               | 0       | 1               | 0     | 34              | 4        |
| Porto          | Összesen       | Összesen       | 64              | 6      | 5               | 0            | 18              | 2       | 2               | 0     | 89              | 8        |
| Real Madrid    | 2007–08        | La Liga        | 19              | 0      | 1               | 0            | 3               | 0       | 2               | 0     | 25              | 0        |
| Real Madrid    | 2008–09        | La Liga        | 26              | 0      | 0               | 0            | 5               | 0       | 1               | 0     | 32              | 0        |
| Real Madrid    | 2009–10        | La Liga        | 10              | 1      | 1               | 0            | 6               | 0       | —               | —     | 17              | 1        |
| Real Madrid    | 2010–11        | La Liga        | 26              | 1      | 4               | 0            | 8               | 0       | —               | —     | 38              | 1        |
| Real Madrid    | 2011–12        | La Liga        | 29              | 1      | 5               | 0            | 9               | 0       | 2               | 0     | 45              | 1        |
| Real Madrid    | 2012–13        | La Liga        | 28              | 1      | 2               | 0            | 11              | 1       | 1               | 0     | 42              | 2        |
| Real Madrid    | 2013–14        | La Liga        | 30              | 4      | 7               | 1            | 11              | 0       | —               | —     | 48              | 5        |
| Real Madrid    | 2014–15        | La Liga        | 27              | 2      | 1               | 0            | 6               | 0       | 4               | 0     | 38              | 2        |
| Real Madrid    | 2015–16        | La Liga        | 21              | 1      | 1               | 0            | 9               | 0       | —               | —     | 31              | 1        |
| Real Madrid    | 2016–17        | La Liga        | 13              | 2      | 2               | 0            | 3               | 0       | 0               | 0     | 18              | 2        |
| Real Madrid    | Összesen       | Összesen       | 229             | 13     | 24              | 1            | 71              | 1       | 10              | 0     | 334             | 15       |
| Beşiktaş       | 2017–18        | Süper Lig      | 23              | 2      | 5               | 0            | 6               | 0       | 1               | 0     | 35              | 2        |
| Beşiktaş       | 2018–19        | Süper Lig      | 10              | 3      | 0               | 0            | 7               | 2       | —               | —     | 17              | 5        |
| Beşiktaş       | Összesen       | Összesen       | 33              | 5      | 5               | 0            | 13              | 2       | 1               | 0     | 52              | 7        |
| Porto          | 2018–19        | Primeira Liga  | 8               | 2      | 2               | 0            | 2               | 0       | 2               | 0     | 14              | 2        |
| Teljes karrier | Teljes karrier | Teljes karrier | 397             | 29     | 37              | 1            | 104             | 5       | 14              | 0     | 553             | 35       |

1. ↑  Magában foglalja a Portugál kupát, a Spanyol kupát és a Török kupát
2. 1 2 3 4 5 6 7 8 9 10 11 12 13 14  Pályára lépések a Bajnokok ligájában
3. 1 2  Pályára lépések a UEFA-szuperkupában
4. ↑  Pályára lépés a Portugál szuperkupában
5. 1 2 3 4 5  Pályára lépések Spanyol szuperkupán
6. ↑  Egy Pályára lépés az [a 3], és egy pályára lépés az [a 5] és két pályára lépés a Klubvilágbajnokságon
7. ↑  Pályára lépés a Török szuperkupában
8. ↑  Pályára lépések az Európa-ligában

### A válogatottban
2020. október 11-én frissítve.
| Portugália | Portugália      | Portugália |
| Év         | Pályára lépések | Gólok      |
| ---------- | --------------- | ---------- |
| 2007       | 1               | 0          |
| 2008       | 12              | 1          |
| 2009       | 10              | 1          |
| 2010       | 6               | 0          |
| 2011       | 7               | 0          |
| 2012       | 12              | 1          |
| 2013       | 8               | 0          |
| 2014       | 8               | 0          |
| 2015       | 3               | 0          |
| 2016       | 13              | 1          |
| 2017       | 11              | 1          |
| 2018       | 11              | 2          |
| 2019       | 5               | 0          |
| 2020       | 13              | 0          |
| 2021       | 2               | 0          |
| 2022       | 13              | 1          |
| Összesen   | 134             | 8          |

### Góljai a válogatottban
| #  | Dátum               | Helyszín                                       | Ellenfél     | Gólja | Végeredmény | Kiírás                             |
| -- | ------------------- | ---------------------------------------------- | ------------ | ----- | ----------- | ---------------------------------- |
| 1. | 2008. június 7.     | Genfi Stadion,Genf, Svájc                      | Törökország  | 1–0   | 2–0         | 2008-as labdarúgó-Európa-bajnokság |
| 2. | 2009. szeptember 9. | Puskás Ferenc Stadion, Budapest, Magyarország  | Magyarország | 0–1   | 0–1         | 2010-es vb-selejtező               |
| 3. | 2012. június 13.    | Aréna Lviv, Lviv, Ukrajna                      | Dánia        | 0–1   | 2–3         | 2012-es labdarúgó-Európa-bajnokság |
| 4. | 2016. szeptember 1. | Estádio do Bessa Século XXI, Porto, Portugália | Gibraltár    | 5–0   | 5–0         | Barátságos mérkőzés                |
| 5. | 2017. július 2.     | Otkrityije Aréna, Moszkva, Oroszország         | Mexikó       | 1–1   | 2–1 bün     | 2017-es konföderációs kupa         |
| 6. | 2018. június 30.    | Fist Olimpiai Stadion, Szocsi, Oroszország     | Uruguay      | 1–1   | 1–2         | 2018-as labdarúgó-világbajnokság   |
| 7. | 2018. szeptember 6. | Algarve Stadion, Faro/Loulé, Portugália        | Horvátország | 1–1   | 1–1         | Barátságos mérkőzés                |
| 8. | 2022. december 6.   | Loszaíli Nemzeti Stadion, Loszaíl, Qatar       | Svájc        | 2-0   | ?           | 2022-es labdarugó világbajnokság   |

## Sikerei, díjai
Porto:

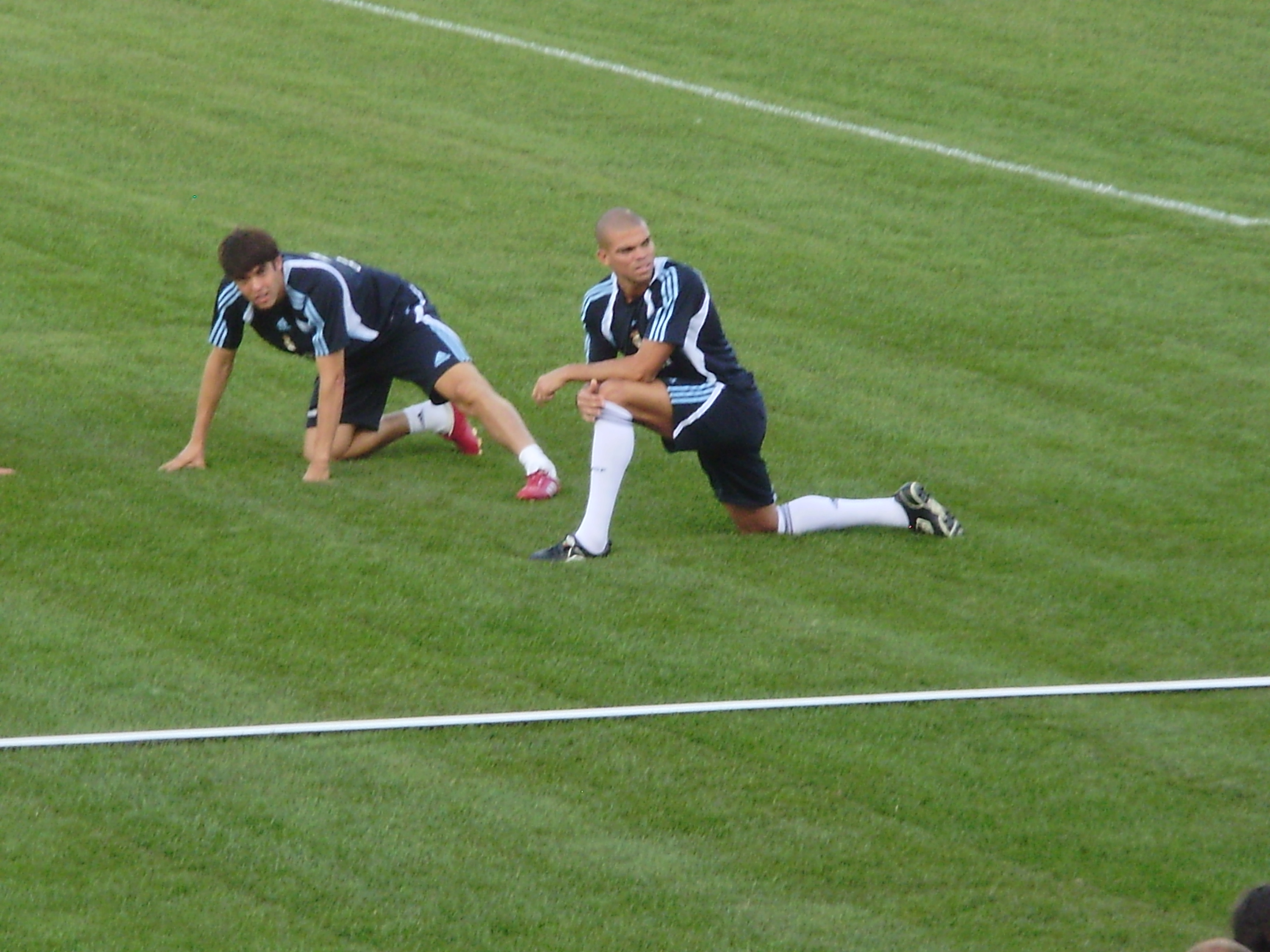
Kakával

- Portugál bajnokság: 2005–06, 2006–07
- Portugál kupa: 2005–06
- Portugál szuperkupa: 2005
- Interkontinentális kupa: 2004

Real Madrid:
- Spanyol bajnokság: 2007–08, 2011–12
- Spanyol kupa: 2010–11, 2013–14
- Spanyol szuperkupa: 2008, 2012
- Bajnokok Ligája: 2013–14, 2015–16, 2016–2017
- Európai szuperkupa: 2014

Portugália:
- Európa-bajnok: 2016